# Adam Wilson
Adam Ayiro Wilson (Ashington, 10 aprile 2000) è un calciatore inglese naturalizzato keniota, attaccante del Bradford City.

## Carriera

### Club
Dopo aver giocato nelle giovanili del Newcastle Utd, con la cui squadra Under-21 nel corso degli anni gioca anche le sue prime partite in competizioni professionistiche (complessive 8 presenze nel Football League Trophy tra il 2020 ed il 2022), nella stagione 2022-2023 gioca nella prima divisione gallese con i The New Saints, dove mette a segno 7 reti in 19 partite di campionato giocate, vincendo sia il campionato che la Coppa del Galles.
Nell'estate del 2023 si trasferisce a titolo definitivo al Bradford City, club della quarta divisione inglese, con cui firma un contratto triennale e con cui durante la stagione 2023-2024 totalizza complessivamente 16 presenze ed una rete fra tutte le competizioni ufficiali (tra cui 10 presenze ed il gol in campionato). Nell'estate del 2024 fa ritorno in prestito ai The New Saints, con i quali gioca anche 2 partite nei turni preliminari di Conference League per poi partecipare alla fase campionato della coppa stessa, nella quale gioca con regolarità (scende in campo infatti in tutte e 6 le partite giocate dal club nella fase finale del torneo, anche se sempre subentrando dalla panchina). In questa stagione conquista inoltre il suo secondo titolo nazionale gallese, la sua seconda Coppa del Galles e vince per la prima volta in carriera la Coppa di Lega gallese. Dopo 9 reti in 26 partite di campionato, nell'estate del 2025 fa ritorno al Bradford City, nel frattempo promosso nella terza divisione inglese.

### Nazionale
Nel 2018 ha giocato 4 partite con la nazionale inglese Under-18.
Successivamente avendo anche nazionalità keniota ha scelto di rappresentare il Paese africano, con la cui nazionale ha ricevuto una convocazione nel maggio del 2024.

## Palmarès

### Club

#### Competizioni nazionali
- Campionato gallese: 2

The New Saints: 2022-2023, 2024-2025
- Coppa del Galles: 2

The New Saints: 2022-2023, 2024-2025
- Coppa di Lega gallese: 1

The New Saints: 2024-2025